# 196
| 196                |
| ------------------ |
| Dødsfald - Fødsler |
|                    |

| Gregoriansk kalender | 196 CXCVI               |
| Ab urbe condita      | 949                     |
| Armensk kalender     | I/T                     |
| Kinesiske kalender   | 2892 – 2893 乙亥 – 丙子 |
| Etiopisk kalender    | 188 – 189               |
| Jødisk kalender      | 3956 – 3957             |
| Hindukalendere       |                         |
| - Vikram Samvat      | 251 – 252               |
| - Shaka Samvat       | 118 – 119               |
| - Kali Yuga          | 3297 – 3298             |
| Iransk kalender      | 426 BP – 425 BP         |
| Islamisk kalender    | 439 BH – 438 BH         |

Se også 196 (tal)

## Dødsfald
- Polykrates fra Efesos